# Максимов, Владимир Николаевич
Владимир Николаевич Максимов (9 [21] сентября 1882, Казань — 17 декабря 1942, Кратово, Московская область) — русский архитектор. Старший брат архитектора Екатерины Максимовой.

## Биография

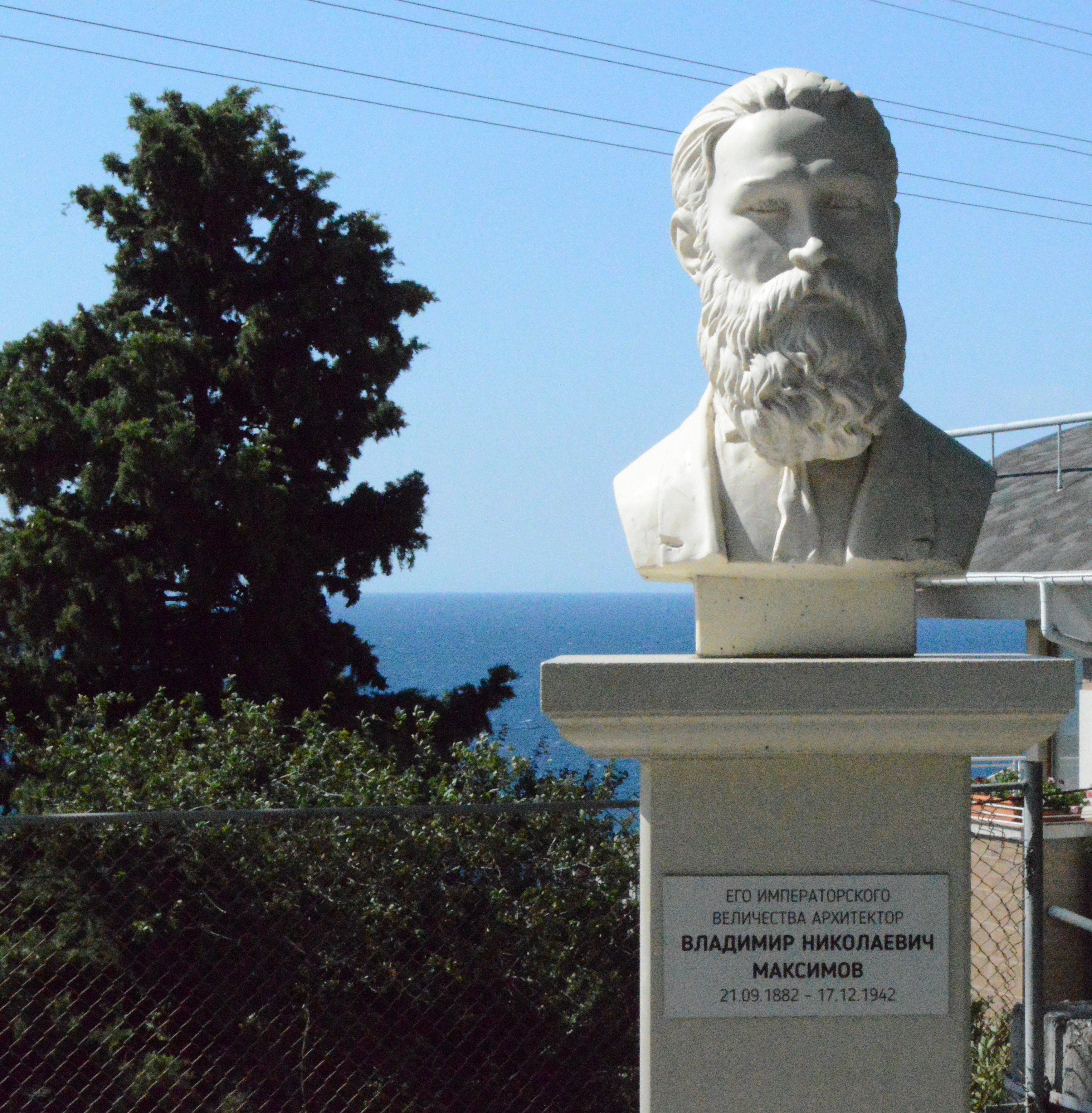
Бюст архитектора В. Н. Максимова в Массандре, улица Дражинского, 44а

Родился 9.09.1882 (старый стиль). Отец — учитель математики татарской Казанской учительской школы Максимов Николай Андреевич, мать Мария Антоновна (в девичестве Санина). Крещен 14 сентября в Георгиевской церкви города Казани.
После окончания осенью 1904 года Казанской художественной школы поступил в 1905 году в Высшее художественное училище при Императорской Академии художеств, которое окончил в 1912 году (мастерская Михаила Преображенского).
Работал помощником Владимира Покровского и Алексея Щусева при возведении ими храмов в неорусском стиле. Сформировался как архитектор под их влиянием. В 1910-х годах построил на поле Берестецкой битвы стилизованный под украинское барокко храм-памятник во имя Святого Георгия Победоносца,. Храм уникален тем, что иконостас написан в нише на фасаде, чтобы обеспечивать возможность богослужений под открытым небом.
Женат на внучатой племяннице Д. И. Менделеева — Максимовой (Смирновой) Анне Александровне. Дети: Ирина (14 июн 1906), Елена (28 июл 1908), Арсений (25 июл 1912), Злата (5 июн 1918)
Арестован 14 апреля 1932 года по групповому делу Серафима (Звездинского) и 7 июля 1932 года приговорён к трём годам исправительно-трудовых лагерей по обвинению: «принадлежность и активное участие в организации „Истинно православная церковь“». Похоронен на Раменском кладбище.

## Список проектов

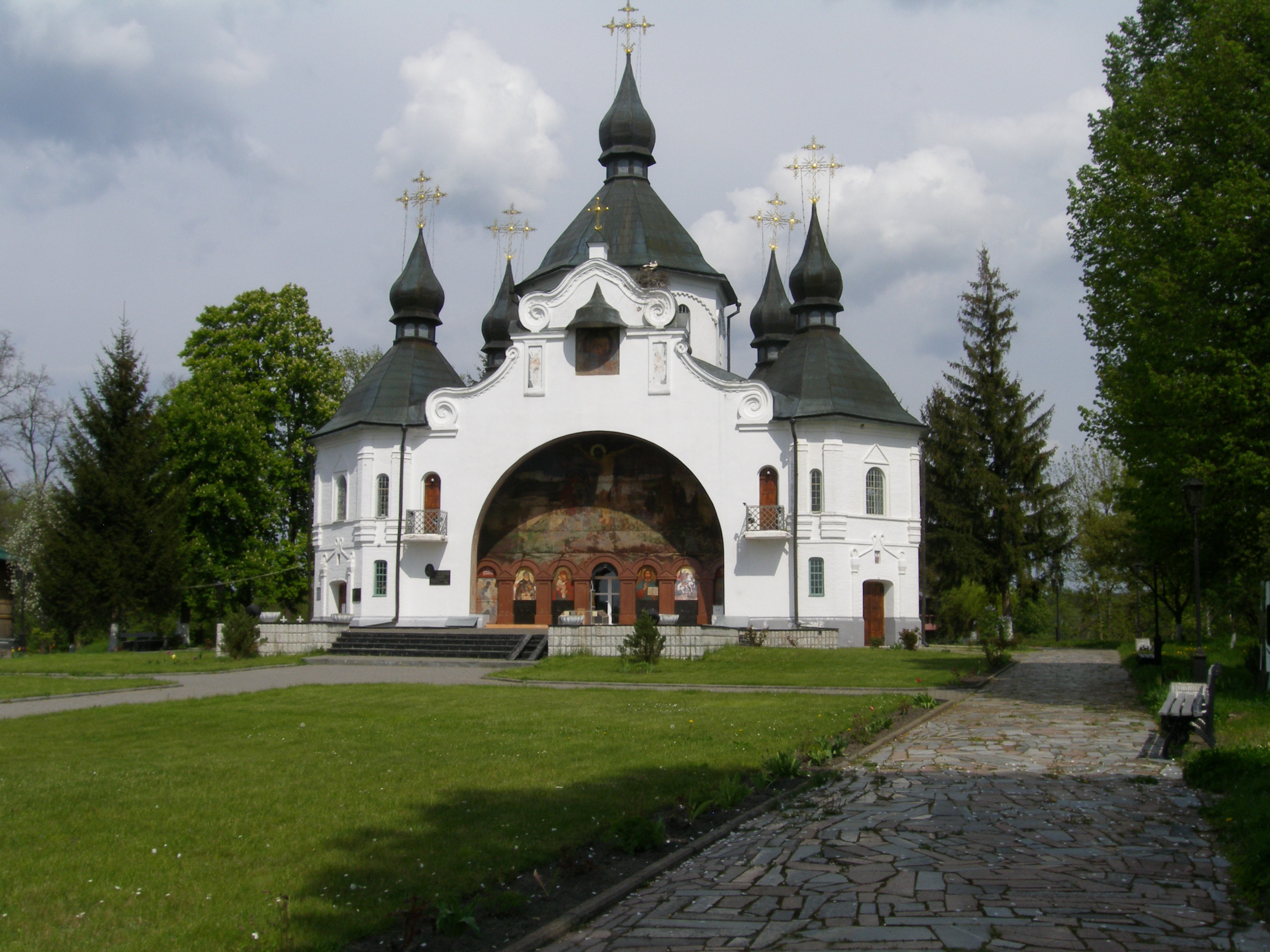
Георгиевский храм-памятник в с. Пляшево

### Помощник
- Обитель в Овруче (Щусев А. В.);
- Феодоровский собор в Царском Селе (1910—1912 гг., Покровский В. А.);
- Офицерское Собрание Е. И. В. Конвоя и Сводного полка в Царском Селе (1910—1911 гг.; Покровский В. А.; сильно пострадало в 1941—1943 гг., разобрано в 1962 г.);

### Царское Село. Проекты и постройки
- Часовня Св. Ольги (1912 г.);
- Казармы Собственного Е. И В. Конвоя в Царском Селе ;
- Городок казарм Собственного Е. И. В. Железнодорожного полка с большим собором (1915—1916 гг.);
- Гостиничный городок (1916 г.);
- Здания конюшен Конвоя (1915 г.);
- Триумфальная арка — ворота (1917 г.).

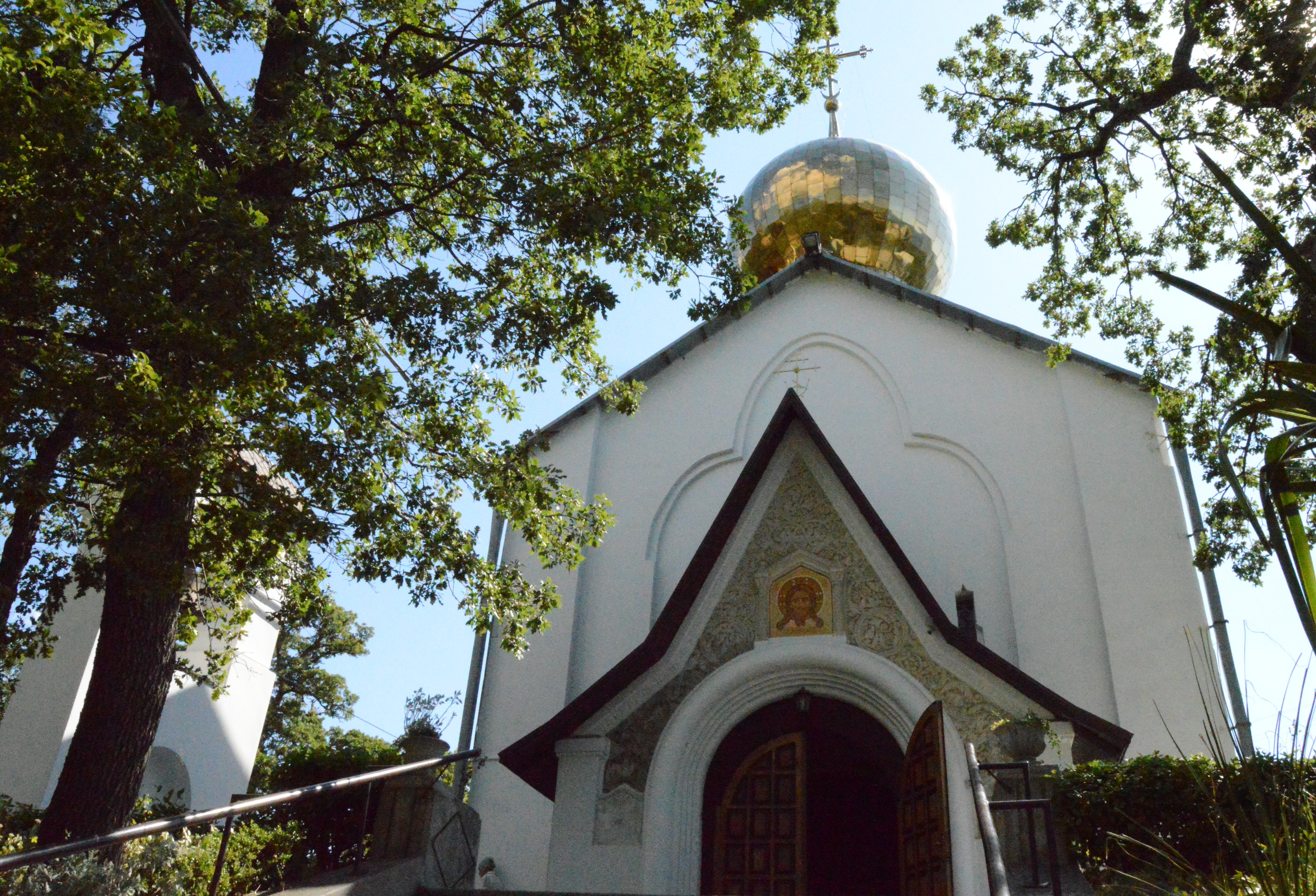
Храм Св. Николая Чудотворца и мученицы Царицы Александры в Массандре

### Другие города
- Свято-Георгиевский храм-мавзолей на казацких могилах (1910-14, с. Пляшево Радивиловского района);
- Храм св. Николая в Массандре под Ялтой (1914—1916 гг.);
- Угличский гидроузел;
- Рыбинский гидроузел.